# Miasto śmierci (film 2007)
Miasto śmierci (ang. Bordertown) – amerykańsko-meksykański dramat kryminalny z 2007 w reżyserii Gregory’ego Navy. Zdjęcia kręcono w Albuquerque (Nowy Meksyk) oraz w meksykańskich lokacjach Nogales (Sonora), Ciudad Juárez (Chihuahua) i Mexicali (Kalifornia Dolna).

## Opis fabuły
Piękna Lauren Adrian (Jennifer Lopez) jest ambitną reporterką amerykańskiego dziennika, która stara się uzyskać zgodę na to, aby zostać zagraniczną korespondentką w Iraku. Jej szef zgadza się, lecz najpierw musi ona rozwikłać tajemnicę gwałtów i morderstw młodych kobiet w Ciudad Juárez. Kiedy przyjeżdża na miejsce okazuje się, że jedna z ofiar, Eva Jimenez, żyje i chce złożyć zeznania przeciwko swoim oprawcom. Lauren wraz ze swoim byłym narzeczonym, a obecnie redaktorem naczelnym tutejszej gazety Alfonsem Diazem (Antonio Banderas) próbują pomóc Evie oraz innym kobietom.

## Obsada
- Jennifer Lopez jako Lauren Adrian
- Antonio Banderas jako Alfonso Diaz
- Maya Zapata jako Eva Jimenez
- Sônia Braga jako Teresa Casillas
- Juan Diego Botto jako Marco Antonio Salamanca
- Zaide Silvia Gutierrez jako Lourdes Jimenez
- Rene Rivera jako Aris Rodriguez
- Martin Sheen jako George Morgan
- Juanes jako on sam
- Irineo Alvarez jako Domingo Esparza